# Kinnim
Kinnim è un trattato della Mishna e del Talmud. Il titolo significa "nidi", con riferimento al contenuto che tratta degli errori che si possono commettere nelle offerte sacrificali di uccelli. Il trattato rientra nell'Ordine di Kodashim poiché dettaglia le leggi relative ad un aspetto dei servizi liturgici del Tempio di Gerusalemme. È l'ultimo trattato di quest'Ordine, data la sua brevità (3 capitoli) e a causa della materia rara ed insolita della Legge ebraica esaminata.
La premessa del trattato è l'offerta obbligatoria di uccelli che deve essere fatta da certe persone (ad esempio i nazirei al termine del loro voto e le donne dopo il parto). L'offerta consiste di una coppia di uccelli, uno come offerta espiatoria e l'altro come offerta elevata (al cielo). Una pratica comune era quella di acquistare una gabbia con due uccelli, senza designare quale uccello fosse per quale tipo di sacrificio. Il Kohen poi assegnava ciascun uccello ad un sacrificio specifico. Tuttavia la complicazione era che una gabbia (costituita da una coppia di uccelli) non può avere entrambi gli uccelli offerti come unico tipo di sacrificio. Ne risultava che, se gli uccelli si mescolavano (completamente o con un certo numero di uccelli che volava da un gruppo all'altro), certi uccelli venivano squalificati come offerta. Sono queste leggi complicate che vengono esaminate dal trattato Kinnim.

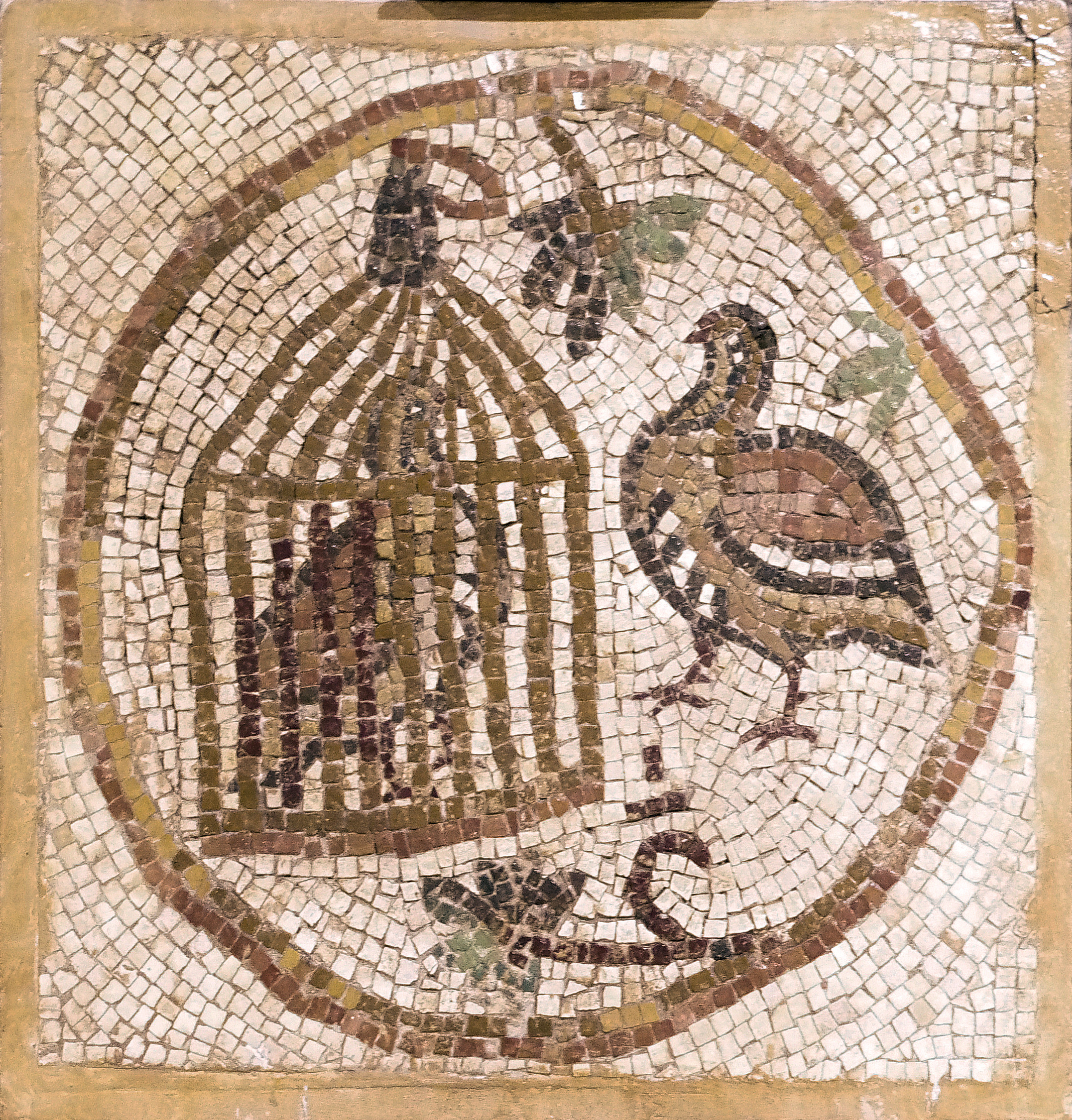
Mosaico bizantino di uccelli dentro e fuori di gabbia, VI secolo - qui anche come metafora di anima ingabbiata e liberata dopo la morte.

Il trattato consiste di tre capitoli:
- Capitolo 1 esamina principalmente i casi dove gli uccelli volano all'interno di uno specifico gruppo o dove differenti gruppi di uccelli si mescolano e confondono insieme.
- Capitolo 2 considera il gruppo dal quale gli uccelli provengono e anche mescolanze di gruppi multipli.
- Capitolo 3 considera quali sacrifici contano se il Kohen fa l'offerta sacrificale di certi uccelli senza consultare le leggi dei precedenti due capitoli.

Non esiste Gemara del Kinnim nel Bavli o nel Yerushalmi, né Tosefta. Tuttavia le Mishnayot del trattato sono incluse nel ciclo di studio talmudico noto come Daf Yomi* e quindi sono stampate sulle edizioni standard del Talmud. Una spiegazione tradizionale di questa inclusione sarebbe che l'aggiunta del trattato permette di studiare tutto il Kodashim nel ciclo Daf Yomi che dura sette anni e mezzo. Nell'edizione standard Kinnim è posto in un volume che contiene Meilah, Kinnim, Tamid e Midot, gli ultimi tre forse aggiunti alla Mishnah in un periodo successivo a tutti gli altri. Prende i fogli 22a-25a.
Kinnim è considerato uno dei trattati più difficili dell'intero Talmud, specialmente perché le mishnayot includono metodi e pratiche di conteggio notevolmente complessi. Somigliano certe forme di calcolo che si trovano nella Matematica discreta e, giustamente, usano il "principio delle colombaie". Inoltre la forma espressiva del Kinnim è particolarmente tersa, persino per la Mishnah. Ciò ha generato una quantità di commentari, molti dei quali forniscono spiegazioni divergenti su tutto il trattato. Tuttavia sono soprattutto le ultime mishnayot che hanno causato le difficoltà più grandi.